# Camminiamo nella speranza
Camminiamo nella speranza è un album in studio di Marcello Giombini pubblicato dalla Pro Civitate Christiana nel 1970. Si tratta di una raccolta di canti per le messe nel tempo di Pasqua. È stato interpretato dal gruppo beat Clan Alleluia, con le voci soliste di Ernesto Brancucci, Alessandro Colavicchi e Mario Dalmazzo.
È stato registrato agli studi International Recording di Roma.

## Tracce
Lato A
1. Di che ti stai vantando, sorella morte?
2. Signore, pietà
3. Gloria
4. Risorgere
5. Prefazio
6. Santo
7. Mistero della fede!

Lato B
1. Padre nostro
2. Pace a te
3. Agnello di Dio
4. Le tue mani
5. Arrivederci

## Formazione
- Maria Cristina Brancucci - voce
- Ernesto Brancucci - voce
- Margherita Brancucci - voce
- Amilcare Colavicchi - voce
- Mario Dalmazzo - voce
- Amalia de Rita - voce
- Luigi Romagnoli - voce
- Marinella Viri - voce
- Guido Antonini - batteria
- Alberto Ciacci - percussioni
- Gerolamo Gilardi - chitarra
- Marcello Giombini - organo
- Mario Molino - chitarra